# Beachvolleybal op de Pan-Amerikaanse Spelen
Beachvolleybal is een van de sporten die op de Pan-Amerikaanse Spelen worden beoefend. Het onderdeel staat sinds de Spelen van Winnipeg in 1999 op het programma, drie jaar nadat de sport in Atlanta zijn olympisch debuut maakte. Per editie wordt er zowel voor de mannen als de vrouwen een toernooi georganiseerd.

## Onderdelen
| Onderdeel | 99 | 03 | 07 | 11 | 15 | 19 | 23 | Totaal |
| --------- | -- | -- | -- | -- | -- | -- | -- | ------ |
| Mannen    | •  | •  | •  | •  | •  | •  | •  | 7      |
| Vrouwen   | •  | •  | •  | •  | •  | •  | •  | 7      |
| Totaal    | 2  | 2  | 2  | 2  | 2  | 2  | 2  | 14     |

## Medailles

### Mannen
| Jaar | Plaats         | Goud | Goud                           | Zilver | Zilver                        | Brons | Brons                           |
| ---- | -------------- | ---- | ------------------------------ | ------ | ----------------------------- | ----- | ------------------------------- |
| 1999 | Winnipeg       | CAN  | Jody Holden Conrad Leinemann   | BRA    | Lula Barbosa Adriano Garrido  | BRA   | Roberto Lopes Franco Neto       |
| 2003 | Santa Domingo  | CUB  | Francisco Álvarez Juan Rossell | BRA    | Luizão Correa Paulo Emilio    | PUR   | Ramón Hernández Raúl Papaleo    |
| 2007 | Rio de Janeiro | BRA  | Emanuel Rego Ricardo Santos    | USA    | Ty Loomis Hans Stolfus        | CUB   | Francisco Álvarez Leonel Munder |
| 2011 | Guadalajara    | BRA  | Alison Cerutti Emanuel Rego    | VEN    | Igor Hernández Farid Mussa    | ARG   | Santiago Etchgaray Pablo Suarez |
| 2015 | Toronto        | MEX  | Rodolfo Ontiveros Juan Virgen  | BRA    | Vitor Felipe Álvaro Filho     | CUB   | Nivaldo Díaz Sergio González    |
| 2019 | Lima           | CHI  | Marco Grimalt Esteban Grimalt  | MEX    | Rodolfo Ontiveros Juan Virgen | ARG   | Nicolás Capogrosso Julián Azaad |
| 2023 | Santiago       | BRA  | George Wanderley André Loyola  | CUB    | Noslen Díaz Jorge Alayo       | CHI   | Marco Grimalt Esteban Grimalt   |

### Vrouwen
| Jaar | Plaats         | Goud | Goud                              | Zilver | Zilver                                   | Brons | Brons                             |
| ---- | -------------- | ---- | --------------------------------- | ------ | ---------------------------------------- | ----- | --------------------------------- |
| 1999 | Winnipeg       | BRA  | Adriana Behar Shelda Bede         | USA    | Jenny Pavley Marsha Miller               | MEX   | Laura Almaral Mayra Huerta        |
| 2003 | Santa Domingo  | CUB  | Dalixia Fernández Tamara Larrea   | MEX    | Mayra García Hilda Gaxiola               | BRA   | Ana Richa Larissa França          |
| 2007 | Rio de Janeiro | BRA  | Juliana Felisberta Larissa França | CUB    | Dalixia Fernández Tamara Larrea          | MEX   | Bibiana Candelas Mayra García     |
| 2011 | Guadalajara    | BRA  | Juliana Felisberta Larissa França | MEX    | Bibiana Candelas Mayra García            | PUR   | Yarleen Santiago Yamileska Yantín |
| 2015 | Toronto        | ARG  | Ana Gallay Georgina Klug          | CUB    | Lianma Flores Leila Martínez             | BRA   | Carolina Horta Liliane Maestrini  |
| 2019 | Lima           | USA  | Karissa Cook Jace Pardon          | ARG    | Ana Gallay Fernanda Pereyra              | BRA   | Carolina Horta Ângela Lavalle     |
| 2023 | Santiago       | BRA  | Ana Patrícia Ramos Duda Lisboa    | CAN    | Melissa Humana-Paredes Brandie Wilkerson | USA   | Corinne Quiggle Sarah Murphy      |

### Medaillespiegel
| Rang   | Land             | Goud | Zilver | Brons | Totaal |
| 1      | Brazilië         | 7    | 3      | 4     | 14     |
| 2      | Cuba             | 2    | 3      | 2     | 7      |
| 3      | Mexico           | 1    | 3      | 2     | 6      |
| 4      | Verenigde Staten | 1    | 2      | 1     | 4      |
| 5      | Argentinië       | 1    | 1      | 2     | 4      |
| 6      | Canada           | 1    | 1      | 0     | 2      |
| 6      | Chili            | 1    | 0      | 1     | 2      |
| 8      | Venezuela        | 0    | 1      | 0     | 1      |
| 9      | Puerto Rico      | 0    | 0      | 2     | 2      |
| Totaal | Totaal           | 14   | 14     | 14    | 42     |